# Leisnig (pleißenländisches Adelsgeschlecht)

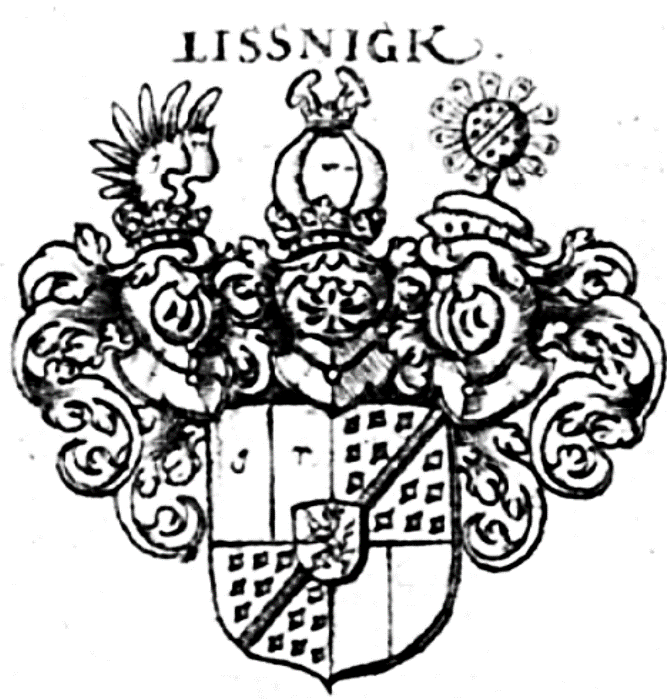
Wappen der Burggrafen von Leisnig

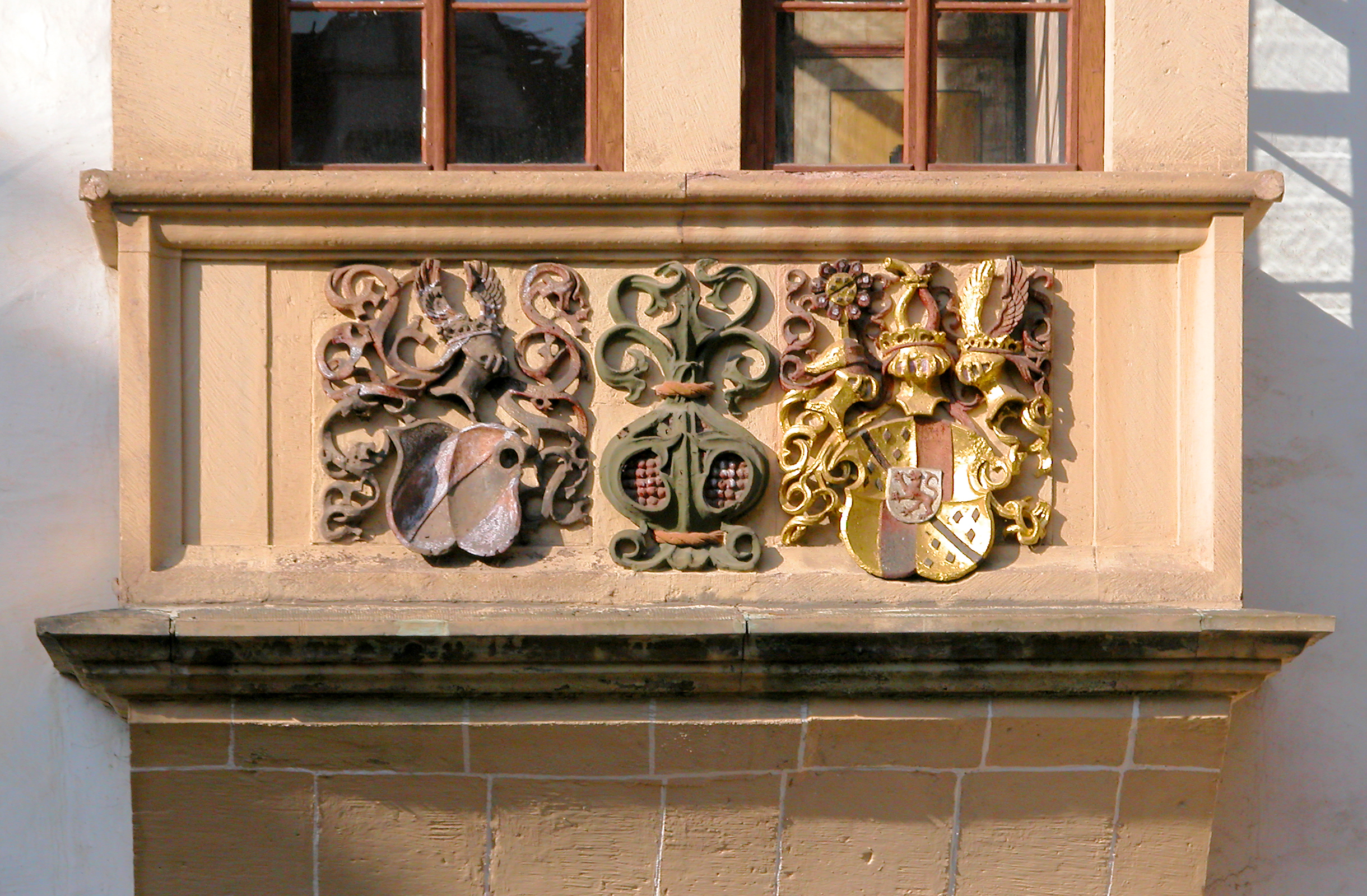
Erkerdetail an Schloss Hinterglauchau: Allianzwappen, rechts: Wappen der Burggrafen von Leisnig, um 1530 entstanden (links: schönburgisches Wappen)

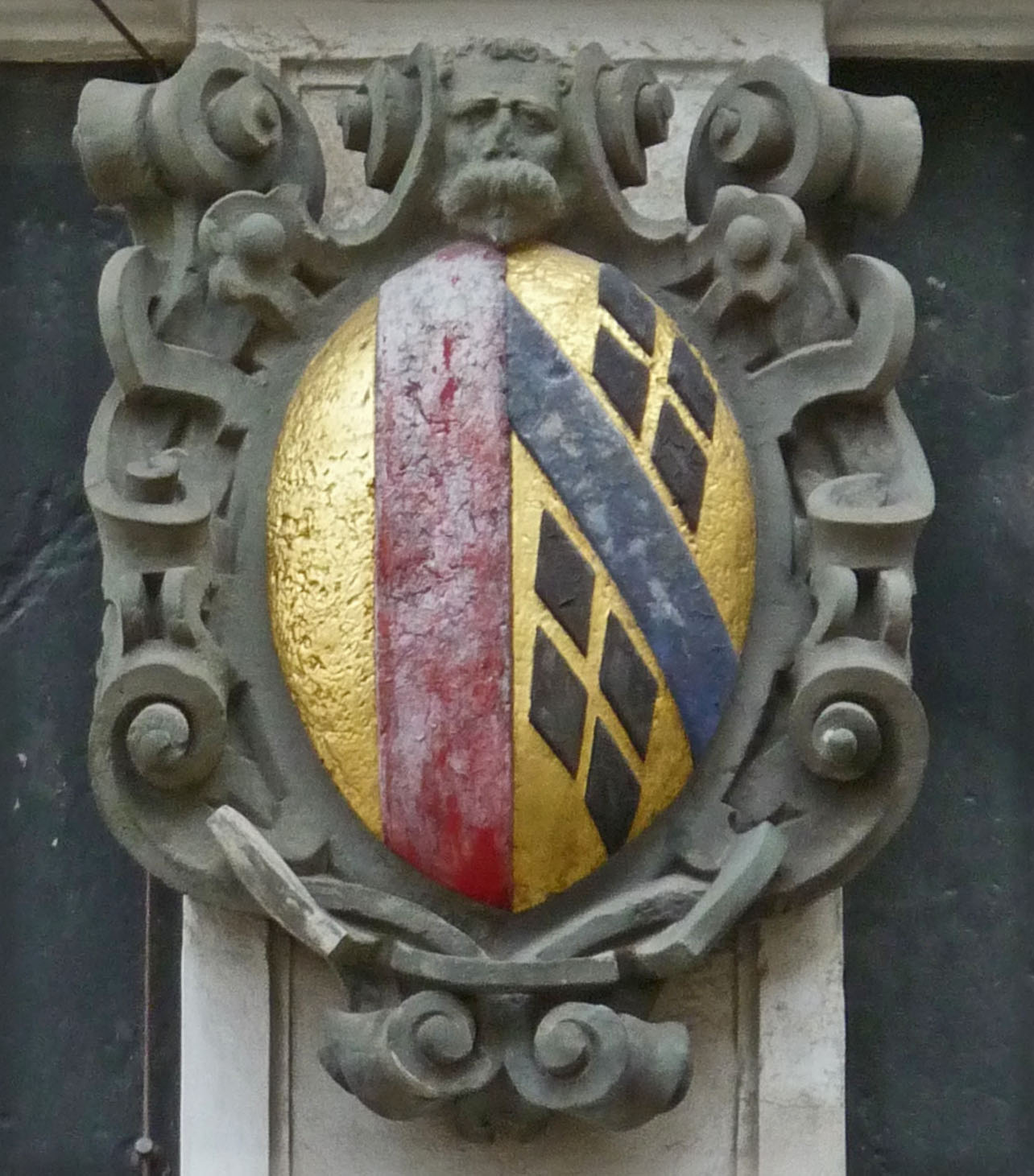
Wappen der Burggrafschaft Leisnig im Stallhof (Dresden)

Die Burggrafen von Leisnig (auch Leisnigk, Lissnigk o. ä.) waren ein Dynastengeschlecht und Burggrafen auf Burg Leisnig (Mildenstein) in Sachsen.
Die Burggrafen von Leisnig sind von zwei Ministerialengeschlechtern, einem merseburgisch-naumburgischen Adelsgeschlecht derer von Leisnig und einem naumburgischen Adelsgeschlecht derer von Leisnig, die beide in Diensten der Burggrafen standen und sich ebenfalls nach Burg Leisnig nannten, zu unterscheiden.

## Geschichte

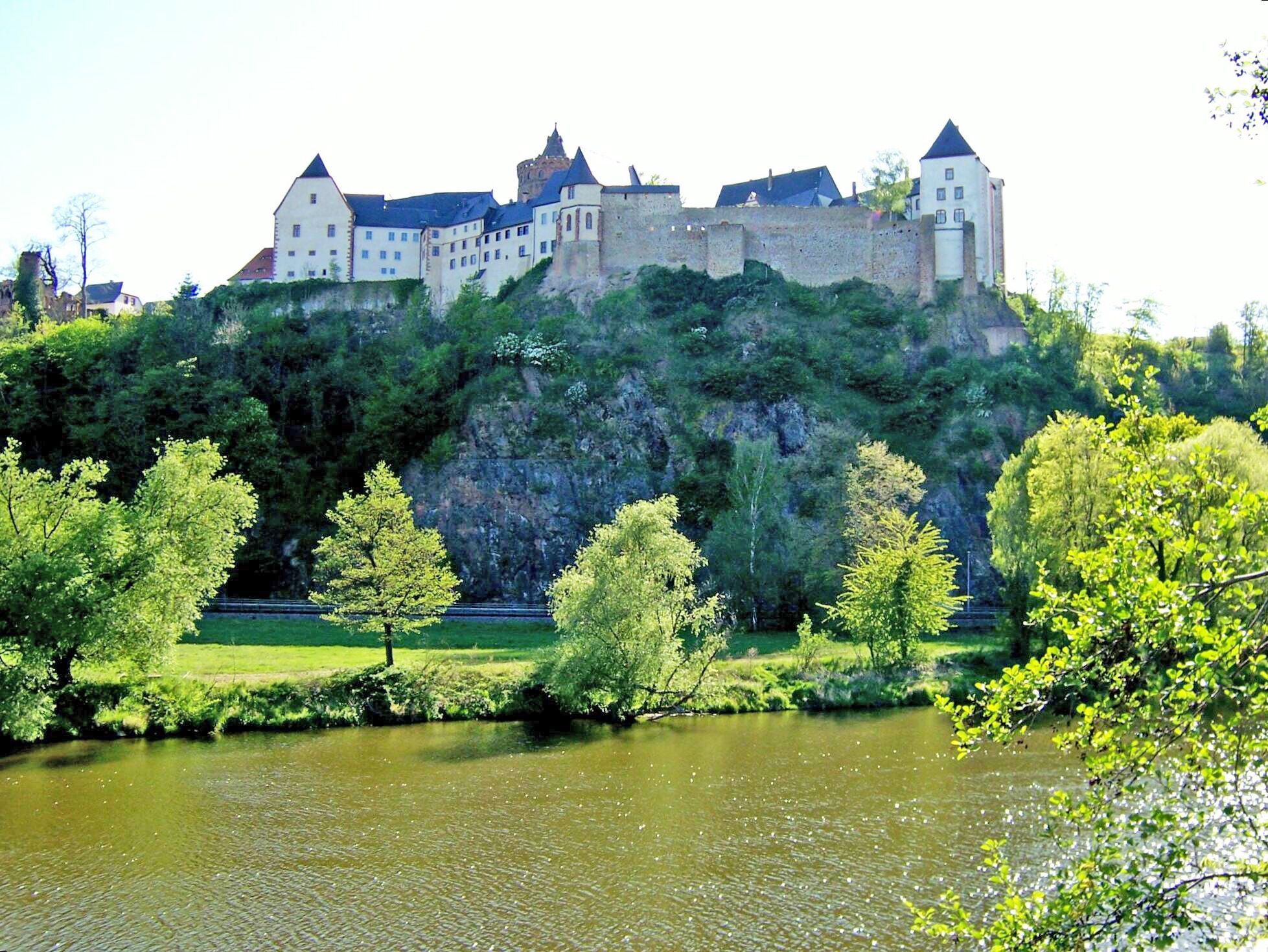
Burg Mildenstein in Leisnig

Kaiser Friedrich Barbarossa vergab um 1158 die im Jahr 1046 erstmals erwähnte Burg Mildenstein in Leisnig samt Zubehör als Reichsgut an ein Geschlecht, das sich nunmehr Burggrafen von Leisnig nannte.
Die Burggrafschaft Leisnig erstreckte sich innerhalb des pleißenländischen Reichsterritoriums über die weitere Umgebung von Leisnig. Die Burggrafen gehörten zeitweise zu den mächtigsten Herrschaftsträgern im Muldenland. 1192 stifteten sie das Kloster Buch in der Nähe der Burg Mildenstein. Sie erwarben um 1308 Burg und Herrschaft Mutzschen. Der Leisniger Burggraf Otto I. von Leisnig erwarb zusammen mit seinem Schwiegervater, dem Altenburger Burggrafen Albrecht IV., u. a. im Jahr 1323 die Herrschaft Lauterstein im mittleren Erzgebirge, ebenfalls 1323 die Herrschaft Penig und im Jahr 1324 die Herrschaft Waldheim an der Zschopau. Nach dem Tod von Albrecht IV. von Altenburg im Jahr 1329 erhielt Burggraf Otto I. von Leisnig über seine Frau Elisabeth, welche als einziges Kind Albrechts IV. Erbin der Privatgüter der Burggrafen von Altenburg war, die Herrschaft Rochsburg an der Zwickauer Mulde mit Penig und Rochsburg.
Im 14. Jahrhundert unterlagen die Burggrafen von Leisnig den aufstrebenden wettinischen Markgrafen von Meißen, die ihnen 1329 die Reichsunmittelbarkeit entzogen und 1365 die Burg Leisnig eroberten. Die Leisniger Grafen unterwarfen sich den Wettinern, während diese die Burggrafen von Dohna 1402 aus ihrer Burggrafschaft vertrieben und die benachbarten Colditzer Burggrafen 1404 an die Markgrafen verkaufen mussten. Nach dem erzwungenen Verkauf der Herrschaften Leisnig und Mutzschen im Jahr 1365 an die Wettiner und der bereits 1364 erfolgten Veräußerung der Herrschaft Waldheim an Friedrich, Herr von Schönburg, zogen sich die Burggrafen von Leisnig auf ihre Besitzungen Penig und Rochsburg an der Zwickauer Mulde zurück. 1434 wurde die Herrschaft Lauterstein von Kaspar von Berbisdorf für 4.000 Gulden von den bisherigen Besitzern gekauft.
1436 kam es zwischen den Brüdern Otto II. und Albrecht VIII. von Leisnig zur Besitzteilung der Herrschaft Rochsburg. Den Rochsburger Bezirk erhielt dabei Albrecht VIII., der ihn aufgrund finanzieller Sorgen im Jahr 1448 an Heinrich, Herrn zu Gera, veräußerte. In der Folge kam es unter die Verwaltung wettinischer Vögte. Der Peniger Bezirk, den Otto II. erhielt, blieb bis zum Tod des letzten Burggrafen Hugo von Leisnig im Jahr 1538 in Familienbesitz. Er nannte sich noch am 1. Juni 1535 mit voller Titulatur Hugo, Burggraf zu Leisnig (Leyseneck), Herr zu Penig (Penigk). Dann kam der Peniger Bezirk an die Wettiner, die ihn 1543 an die Herren von Schönburg vertauschten. Diese erhielten 1548 auch die Herrschaft Rochsburg, welche beide fortan bis ins 19. Jahrhundert als Schönburgische Landesherrschaften unter wettinischer Oberhoheit verwalteten.
Prominenter Vertreter war der Meißner Bischof Albrecht III. von Leisnig († 1312).

## Nebenlinien
Im böhmischen Teil des Erzgebirges saßen auf den Burgen Seeberg (Alt-Seeberg) und Neuseeberg in der Herrschaft Seeberg zeitweise die Herren von Seeberg aus der Familie der Burggrafen von Leisnig. Ihnen gehörte zeitweise auch Burg Egerberg.

## Wappen
Blasonierung: Geviert mit silbernen Mittelschild, in diesem ein roter Löwe. Felder 1 und 4 von Gold und Rot gespalten. Felder 2 und 3 in ein Gold ein Schräglinksbalken (teilweise auch als Schrägrechtsbalken dargestellt), der von schwarzen Wecken begleitet wird. Drei Helme: I. gekrönt mit rot-goldenen Flug, II. gekrönt mit gold-roten Büffelhörnern, die von einer Krone zusammengehalten werden, III. auf einem roten Hut mit goldener Krempe, die mit schwarzen Wecken belegt ist, eine goldene Scheibe, das mit dem Schräglinksbalken und den Wecken der Felder 2 und 3 belegt und rundherum mit roten Federn besteckt ist. Die Helmdecken sind rot-golden.
Das Wappen stellt eine Verbindung der überlieferten Siegel der Burggrafen von Leisnig dar.

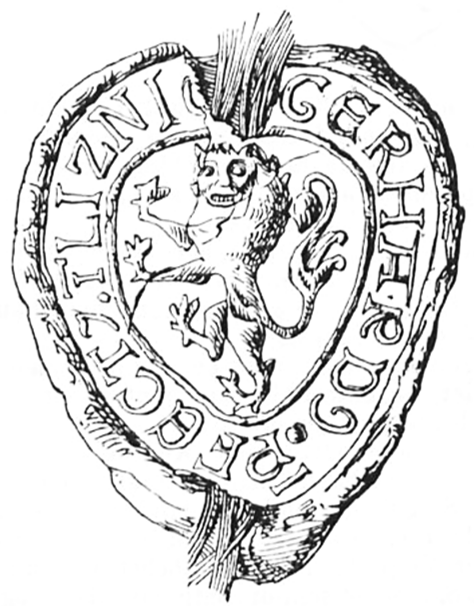
Siegel des Burggrafen Gerhard/Gebhard von Leisnig (1213)
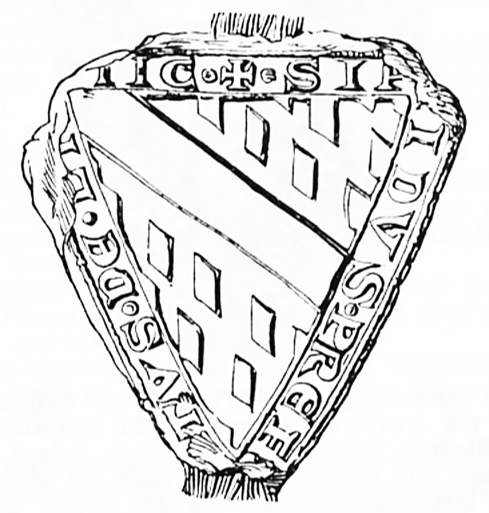
Siegel des Burggrafen Siegfried von Leisnig (1228)
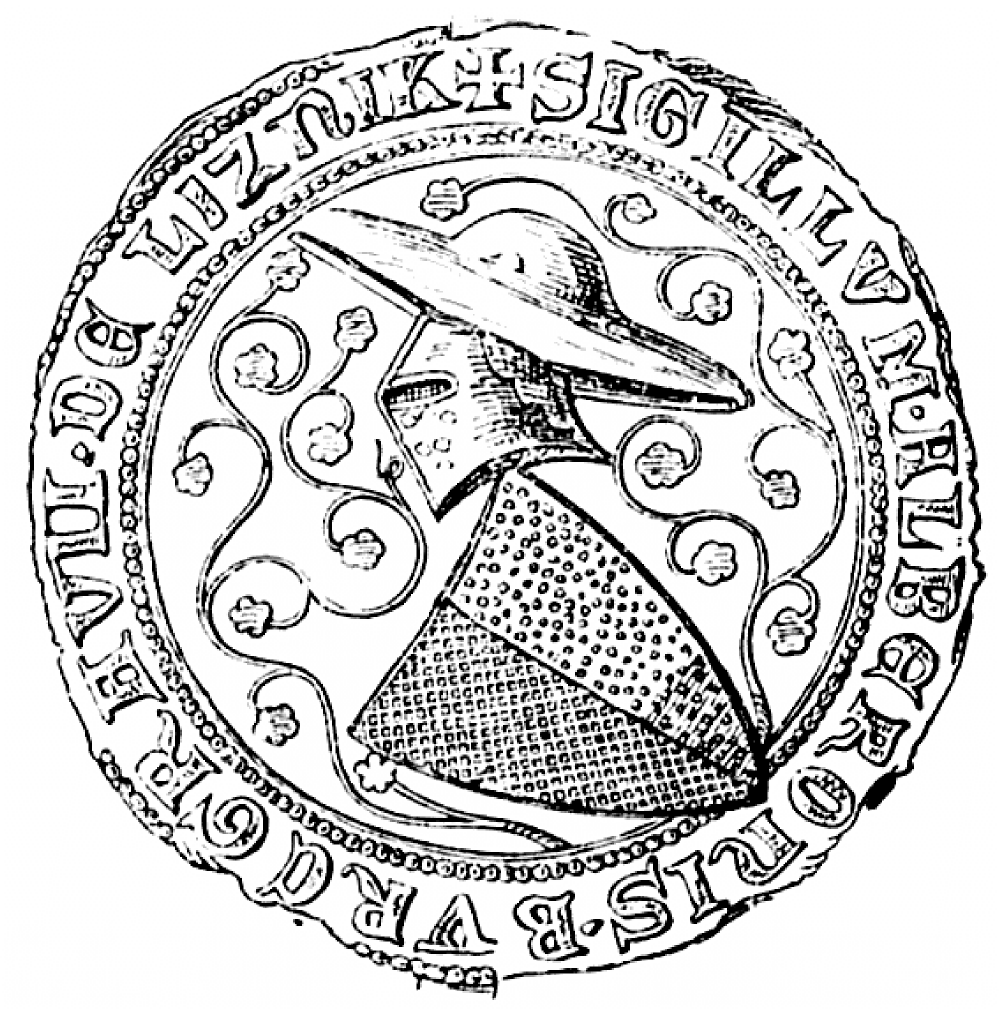
Siegel des Burggrafen Albero von Leisnig (1294)
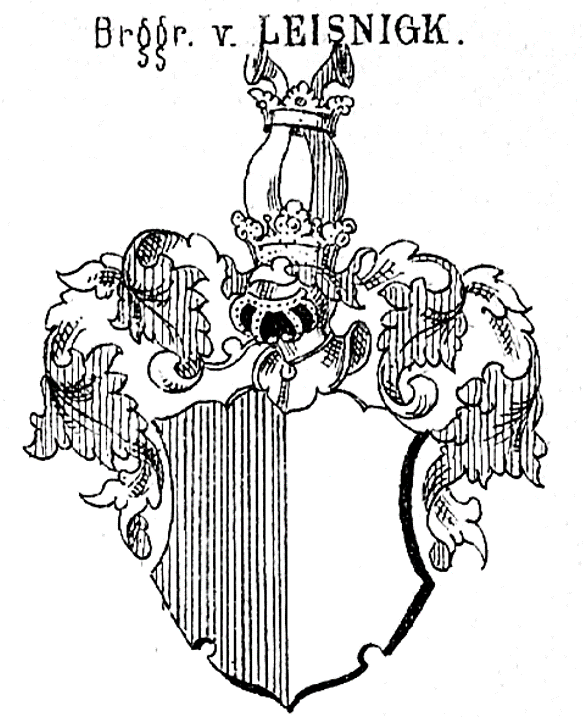
Wappen der Burggrafen von Leisnig bei Siebmacher

Das Wappen fand Aufnahme in das große Wappen der Grafen Schimmelmann auf Ahrensburg.